# أونو أنطون
أونو أنطون هو سياسي إستوني، ولد في 4 أبريل 1942، وتوفي في 19 أبريل 2012.